# Nerijus Radžius
Nerijus Radžius (Akmenė, 27 agosto 1976) è un ex calciatore lituano, di ruolo difensore.

## Palmarès

### Club

#### Competizioni nazionali
- Campionato lituano: 3

Žalgiris: 1998-1999
FBK Kaunas: 2006, 2007
- Coppa di Lituania: 2

Žalgiris: 1997
FBK Kaunas: 2007-2008
- Supercoppa di Lituania: 1

FBK Kaunas: 2007

#### Competizioni internazionali
- Baltic League: 1

FBK Kaunas: 2008